# Die Fragmente der Vorsokratiker
Die Fragmente der Vorsokratiker – naukowe wydanie fragmentów pism filozofów greckich okresu przedsokratejskiego oraz świadectw pośrednich przygotowane przez Hermanna Dielsa (1848-1922), uzupełnione przez Walthera Kranza (1884-1960). Obejmuje krytyczny tekst fragmentów i świadectw pośrednich oraz ich przekład na język niemiecki. Tytuł skraca się i cytuje jako Diels/Kranz, Diels-Kranz, DK i D-K. Dzieło stanowi nieodzowne narzędzie badacza filozofii przedsokratejskiej.
Pierwsze wydanie ogłosił Hermann Diels w 1903. W wydaniu piątym (1934-1937) dzieło, ostatecznie uporządkowane przez Kranza, osiągnęło postać zbliżoną do współczesnej. Jednak dopiero wydanie szóste (Berlin 1951-1952) zawiera postać ostateczną tekstu – kolejne edycje są jego przedrukami. Mimo że od czasów Dielsa powstało wiele wydań fragmentów poszczególnych filozofów okresu przedsokratejskiego lub ich grup, nadal to z Die Fragmente der Vorsokratiker cytuje się powszechnie fragmenty przedsokratyków.
W przypadku cytowania Dielsa-Kranza w zapisie (o postaci typu Diels-Kranz, 11 A 1):
- Pierwsza cyfra wskazuje na rozdział i stanowi liczbę porządkową filozofa.
- Umieszczona po niej litera A wskazuje, że chodzi o świadectwo pośrednie; litera B, że chodzi o fragment we właściwym sensie; litera C, że chodzi o fragment wątpliwej autentyczności.
- Cyfra umieszczona po literze stanowi numer porządkowy, który przypisano danemu fragmentowi.